# Lilliput
Lilliput è un paese immaginario della prima parte del libro I viaggi di Gulliver di Jonathan Swift, la cui principale peculiarità è di essere abitato da persone e animali molto piccoli.
Lilliput fa da opposto nel libro a Brobdingnag, un'altra isola visitata in seguito da Gulliver, occupata da esseri umani giganteschi.

## Descrizione
Lemuel Gulliver arriva nell'isola a sud-ovest di Sumatra, su cui si trova Lilliput in seguito a un naufragio. L'estensione di Lilliput è riportata di 5.000 blustrugs, o dodici miglia di circonferenza. Blefuscu si trova a nord-est di Lilliput, attraverso un canale di 800 iarde (730 m). Tuttavia, la mappa che mostra la posizione di Lilliput raffigura le isole come considerevolmente più grandi, avvicinandosi alle dimensioni della Terra di Van Diemen (Tasmania). Le uniche città menzionate da Swift sono Mildendo, la capitale di Lilliput e Blefuscu, capitale di Blefuscu.

## Abitanti e Governo
L'isola è abitata dai Lillipuziani, minuscoli uomini alti 15–20 cm, che lo legano al terreno mentre sta dormendo sul lido. Gulliver riporta infatti come questo popolo eccella nella matematica e nella meccanica. Al suo risveglio essi fanno la sua conoscenza e attraverso un carro per loro gigantesco, alto tre pollici da terra e mosso da una ventina di ruote, lo trasportano nella loro capitale. Lì Gulliver incontra la Corte e Sua Maestà, per essere poi ospitato in un grande tempio disusato. Tempo dopo gli viene concessa la libertà, ma con delle condizioni imposte dalla Corte.

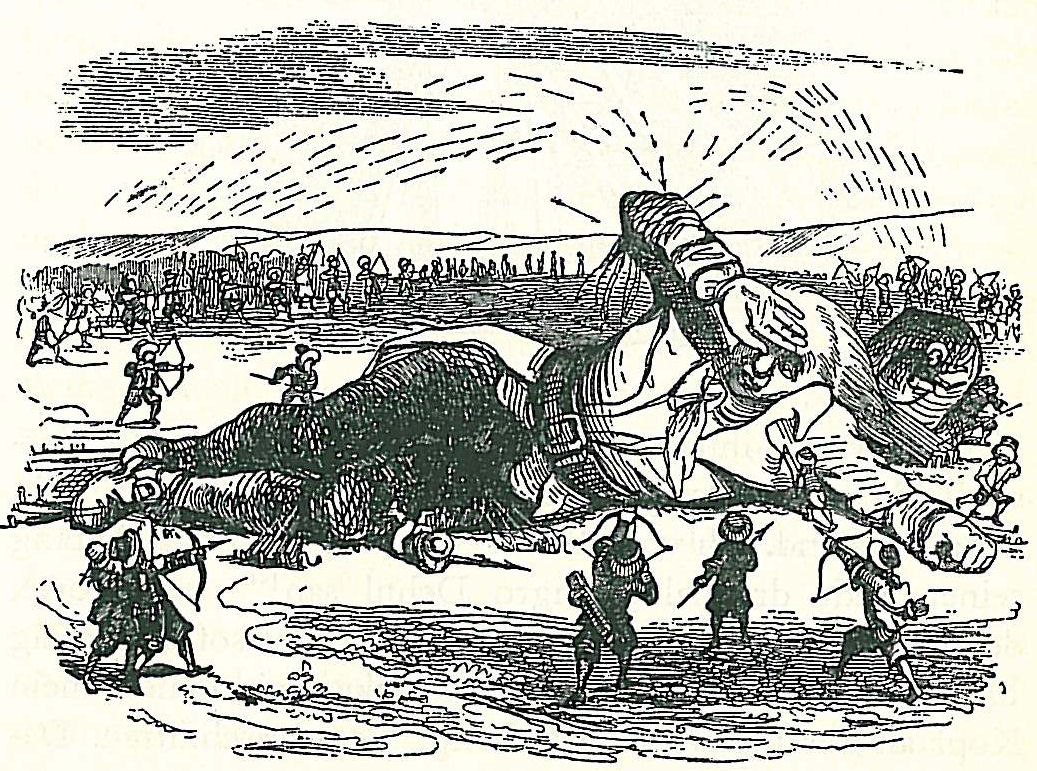
Lemuel Gulliver catturato dai Lillipuziani (Grandville, XIX secolo)

Si dice che Lilliput sia governato da un imperatore, Golbasto Momarem Evlame Gurdilo Shefin Mully Ully Gue. È assistito da un primo ministro (che trasporta un bastone bianco) e da molti altri funzionari (che muovono contro Gulliver accuse di tradimento): il "galbet" o alto ammiraglio, Skyresh Bolgolam; l'alto tesoriere del Signore, Flimnap; il generale, Limnoc; il Ciambellano, Lalcom; e il capo della magistratura, Balmuff. Blefuscu è anche governato da un Imperatore, di cui non si riporta il nome. La corte è divisa da più di settanta mesi in due partiti che si litigano il potere, sotto i nomi di tramecksan e stamecksan, che significano tacchi-alti e
tacchi-bassi, poiché i due partiti si distinguono appunto dalla maggiore o minore altezza dei loro tacchi (satira delle divisioni tra tories e whigs). I Lillipuziani candidati ad una carica politica nell'Impero concorrono con una gara di danza sulla fune: chi è tanto abile da saltare più in alto sulla fune senza cadere vince il posto. 

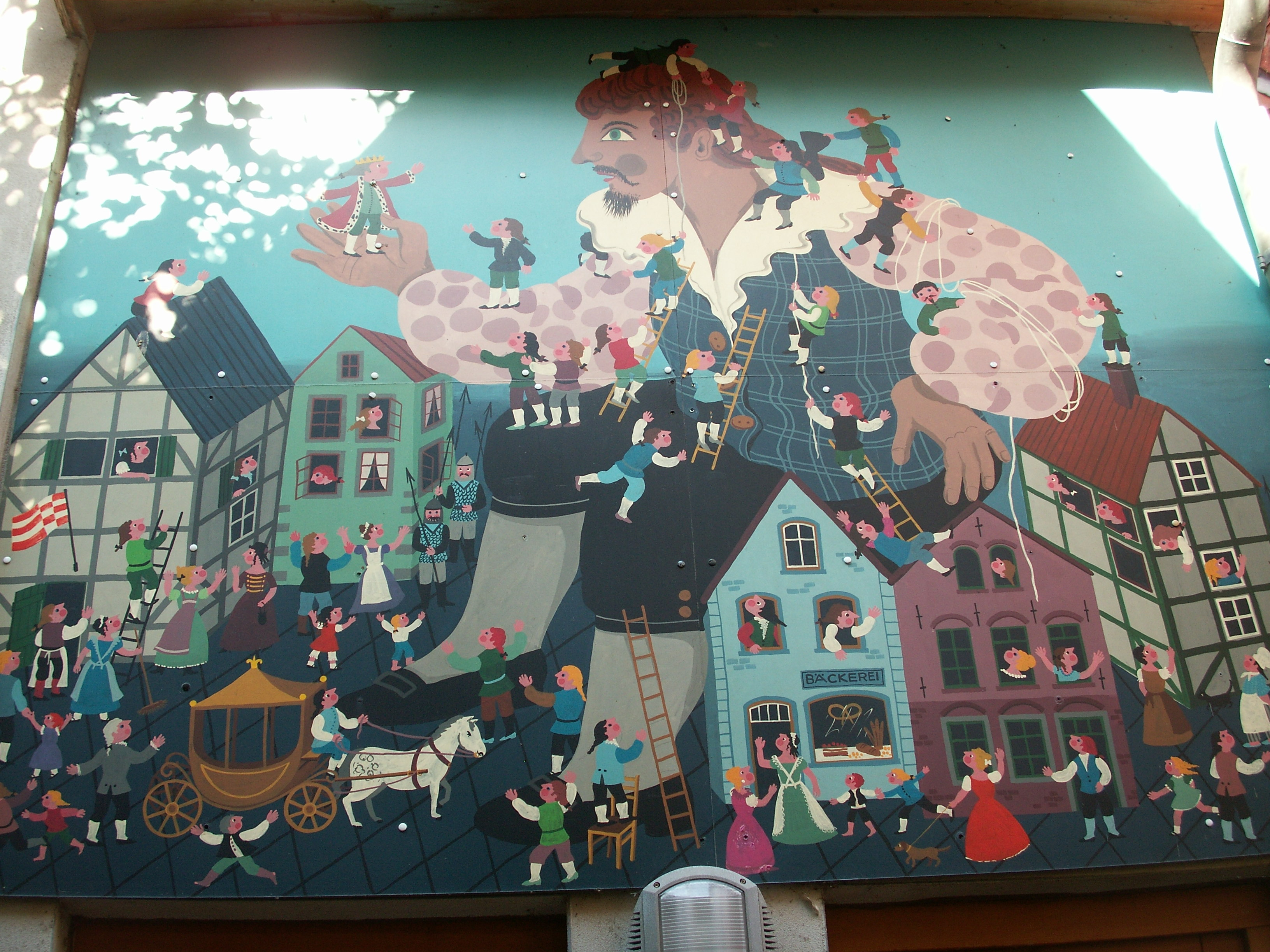
Gulliver attorniato dai Lillipuziani in un negozio di giocattoli a Brema

Entrambe le nazioni seguono gli insegnamenti di un profeta, Lustrog, come riportato nelle loro scritture, noto come il Blundecral ("che è il loro Alcoran o Bibbia, non lo sappiamo davvero"). Le divisioni settarie esistono nel dibattito tra  strettapuntisti (Little-Endians) e grossapuntisti (Big-Endians).

## Nemici
I Lillipuziani sono in guerra con il regno di Blefuscu sull'isola omonima a nord-est dalla loro e popolata anch'essa da omini delle stesse dimensioni. I Lillipuziani e i Blefuschiani (o Blefuscudiani) sono divisi sino al fratricidio da un'annosa e irresolubile controversia sul modo più corretto di rompere le uova, se dalla parte più grossa (i suddetti grossapuntisti) o da quella più piccola (gli strettapuntisti). Questa è stata interpretata come una satira delle dispute religiose tra cattolici e anglicani. Gulliver sceglie di aiutare i Lillipuziani e dà una svolta al loro conflitto, irrompendo nel porto di Blefuscu e portandosi via le navi da guerra dei nemici. I Blefuschiani si arrendono, ma Gulliver rifiuta di porre in schiavitù la loro popolazione, e questo gli costerà l'odio di molte istituzioni di Lilliput.